# Club Patí Calafell
El Club Patí Calafell és un club d'hoquei sobre patins i patinatge artístic català de la localitat de Calafell, al Baix Penedès.

## Història

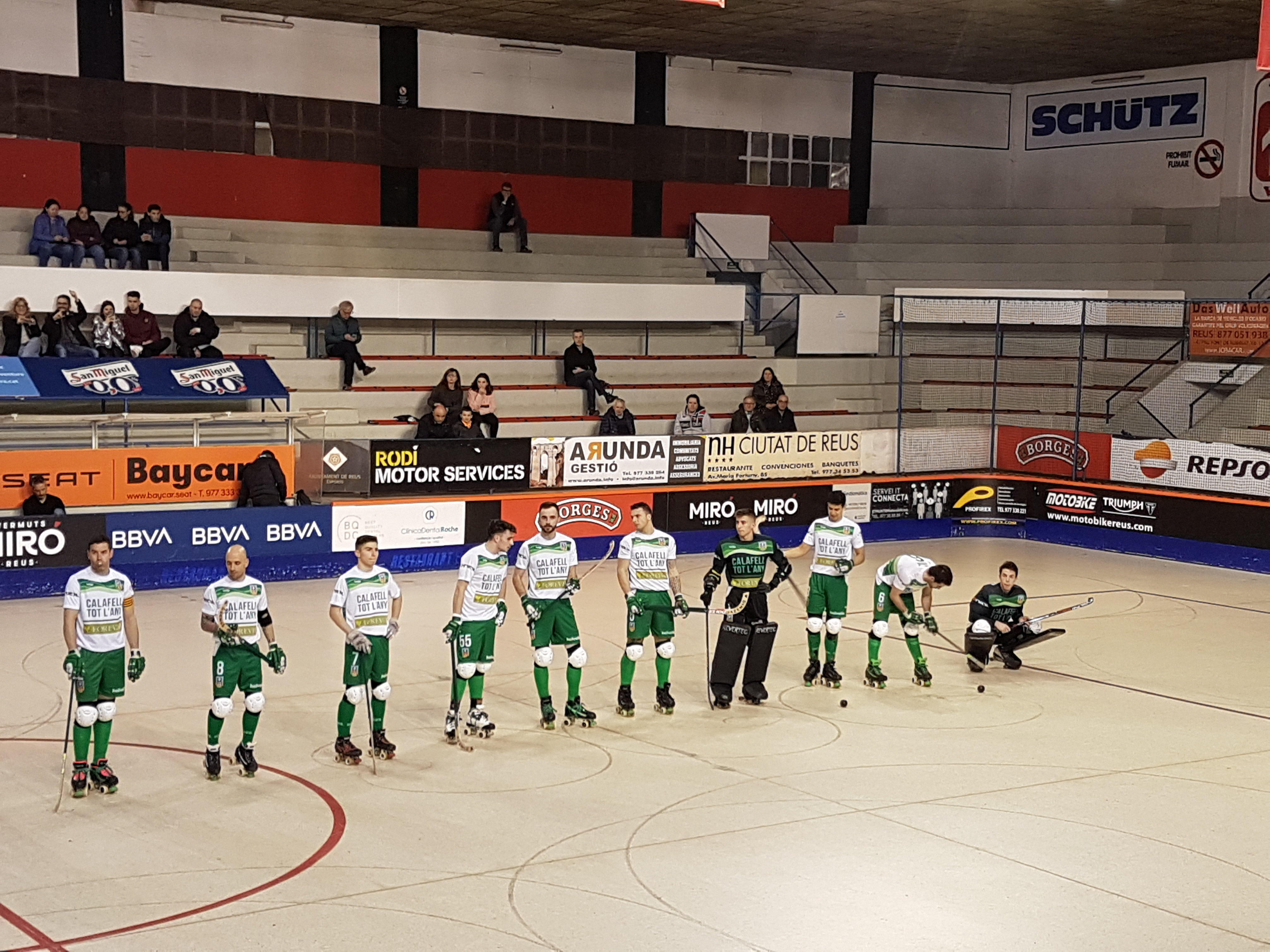
CP Calafell el 2020.

El 9 de juny de 1952, el mossèn de la Parròquia de la Santa Creu de Calafell, Jaume Tobella i Llobet, va acceptar la idea de posar en marxa un equip d'hoquei a la localitat com una secció del Centre Parroquial. La idea nasqué després de la celebració a Barcelona del Campionat del Món de l'any 1951. El Centre Parroquial ja disposava de seccions de basquetbol, escacs i tennis de taula. El president del Centre era Vicenç Espinya. El 1981 es posà en funcionament la secció del CP Calafell de patinatge artístic.
El club debutà en competició oficial la temporada 1954-1955. Jugà a la pista de la Rectoria fins al 1964-1965. La temporada següent va jugar a la Pista del Litu, a la pista del cinema de la platja. El 1966-1967 s'instal·là a la pista de Les Escoles. Aquests anys el club canvià la seva denominació per la de Club Patí Calafell. La temporada 1963-1964 l'equip es proclama campió d'Espanya i Catalunya de segona divisió i ascendeix a primera (actual divisió d'honor).
La temporada 1975-1976 es va començar a construir l'actual pavelló municipal, el Pavelló Joan Ortoll. El 1980-1981 el club es proclama campió de primera divisió i ascendeix a divisió d'honor.
La temporada 2009-10 el club guanya la Copa del Príncep enfront el SCD San Antonio. Posteriorment, la temporada 2010-11 va aconseguir l'ascens a la màxima categoria, trenta anys més tard d'haver-hi jugat per darrera vegada, la temporada 1980-81.
L'any 2018 aconsegueix la seva segona Copa de la Princesa, en una final disputada a Getxo, contra el CH Mataró.
La temporada 2021-22 el CP Calafell guanya el seu primer títol europeu, la WS Europe Cup, enfront l'AP Follonica per 6 gols a 5 en una final disputada a Paredes. Mentre que a la temporada 2022-23 aconsegueix la Lliga Catalana, després de derrotar el CE Noia a la final disputada a Santa Perètua de Mogoda. La temporada 2024-25 guanyaria la seva segona Lliga Catalana, aquest cop a El Vendrell, enfront el HC Sant Just.

## Palmarès
Hoquei sobre patins
- 1 WS Europe Cup: 2022[12]
- 2 Copa del Príncep/Copa de la Princesa: 2010 i 2018[13]
- 2 Lligues Catalanes: 2022-23 i 2024-25